# Edith Meinel
Edith Meinel (* 25. Februar 1911 im Deutschen Reich; † 2003) war eine deutsch-österreichische Schauspielerin und Künstlerin.

## Leben und Wirken
Edith Meinel begann ihre Film- und Bühnenlaufbahn Mitte der 1930er Jahre. Vor der Kamera erhielt sie meist kleine Rollen, etwa als Stenotypistin in Die Stunde der Versuchung, als Schülerin in Susanne im Bade oder als Blumenmädchen in Geheimzeichen LB 17. 1941 sah man Meinel an der  Seite von Henny Porten in der Künstlerbiografie Komödianten, im selben Jahr an der von Johannes Heesters in der Komödie Jenny und der Herr im Frack. Am Theater blieb sie lange Zeit ohne Festengagement. Bis 1942 in München ansässig, sah man Edith Meinel dort zuletzt an der Bayerischen Staatsoperette am Gärtnerplatz. Für die Spielzeit 1942/43 wechselte sie nach Wien und trat dort eine Verpflichtung an das Renaissancetheater an. In der frühen Nachkriegszeit gehörte Meinel bis 1949 dem Ensemble der Wiener Kammerspiele an.
1953 beendete sie weitgehend ihre schauspielerische Aktivitäten und betätigte sich als Künstlerin. Sie schuf eine Reihe von Aquarellen und Radierungen, die Namen wie Athos, Der Talisman und Versuchung am Scheideweg trugen und auch ausgestellt wurden. Vor die Kamera trat Edith Meinel so gut wie nicht mehr. 1977 wurde die in Wien und München ansässige Edith Meinel mit dem Schwabinger Kunstpreis, Kategorie Malerei und Grafik, ausgezeichnet.

## Filmografie
- 1935: Die selige Exzellenz
- 1936: Arzt aus Leidenschaft
- 1936: Die Stunde der Versuchung
- 1936: Susanne im Bade
- 1937: Die Korallenprinzessin
- 1938: Einmal werd’ ich dir gefallen
- 1938: Geheimzeichen LB 17
- 1938: Sergeant Berry
- 1938: Geheimzeichen LB 17
- 1939: Der arme Millionär
- 1941: Venus vor Gericht
- 1941: Komödianten
- 1941: Jenny und der Herr im Frack
- 1948: Der Prozeß
- 1948: Der himmlische Walzer
- 1951: Der alte Sünder
- 1951: Die Minderjährigen (Asphalt)
- 1952: Ich hab’ mein Herz in Heidelberg verloren
- 1953: Flucht ins Schilf
- 1953: Wirbel um Irene (Irene in Nöten)
- 1972: Die Abenteuer des braven Soldaten Schwejk (eine Folge der TV-Serie)
- 1975: Das chinesische Wunder